# Guioa coriacea
Guioa coriacea là một loài thực vật có hoa trong họ Bồ hòn. Loài này được (Radlk.) Radlk. mô tả khoa học đầu tiên năm 1886.